# Cal Stewart
Pour les articles homonymes, voir Stewart.
Cal Stewart, né en 1856 dans le comté de Charlotte, en Virginie et mort le 7 décembre 1919, est un comédien et humoriste américain, pionnier du vaudeville et des premiers enregistrements sonores. 
Il est surtout connu pour ses monologues comiques dans lesquels il incarnait « Oncle Josh Weathersby », un habitant d'une ville agricole mythique de Nouvelle-Angleterre appelée « Pumpkin Center » ou « Pumpkin Center ».

## Biographie
Né dans le comté de Charlotte, en Virginie, en 1856, il passe ses premières années à travailler dans les chemins de fer, le show-business étant une activité secondaire. Après avoir perdu un doigt et deux orteils dans un accident, il quitte les chemins de fer et se concentre au show-business. En 1897, il commence à enregistrer pour les compagnies de phonographes, en commençant par Berliner. Il développe le personnage de l'oncle Josh et des autres citoyens de Pumpkin Center sur ses enregistrements phonographiques. Il écrit la chanson Ticklish Reuben (en) en 1900. Stewart continue d'enregistrer pour Edison, Columbia, Victor et des labels indépendants jusqu'à sa mort le 7 décembre 1919,. Il écrit également deux livres basés sur ses monologues et se produit dans des théâtres à travers l'Amérique avec sa femme Rossini Vrionides, son frère et sa sœur. 
Il est enterré au cimetière Fairview à Tipton, dans l'Indiana. 
Stewart est représenté sur la compilation de 2007 Actionable Offenses: Indecent Phonograph Recordings from the 1890s (en) et The Indestructible Uncle Josh,. L'une de ses nombreuses interprétations de la routine d'Uncle Josh et de la compagnie d'assurance a été ajoutée au National Recording Registry en 2006.